# Бураков, Анатолий Павлович
Анато́лий Па́влович Бурако́в (14 мая 1939, Воздвиженка, Михайловский район, Приморский край, РСФСР, СССР) ― советский государственный деятель и деятель военной контрразведки. Председатель КГБ Марийской АССР / директор Агентства федеральной безопасности / министр безопасности Республики Марий Эл / начальник Управления ФСБ России по Республике Марий Эл (1985―1996), генерал-майор. Официальный представитель ФСБ РФ в Армении (1997―1999). Участник Афганской войны.  

## Биография
Родился 14 мая 1939 года в селе Воздвиженка ныне Михайловского района Приморского края.
В 1961 году окончил Кубанский сельскохозяйственный институт.
В 1961―1973 годах ― агроном, комсомольский работник.
С 1973 года ― в КГБ: служил в Краснодарском крае, с 1981 года ― в Горьковской области. В 1975 году окончил Высшую школу КГБ СССР.
Участник Афганской войны: возглавлял группу «Каскада» (разведывательно-подрывное подразделение КГБ СССР), где вёл не только разведывательную работу, но и выполнял советнические функции, поддерживал местные органы ХАД. 
В 1985―1996 годах ― председатель КГБ Марийской АССР / директор Агентства федеральной безопасности / министр безопасности Республики Марий Эл / начальник Управления ФСБ России по Республике Марий Эл, генерал-майор (1991). Занимался вопросами сохранения гостайн, охраны оборонной промышленности, борьбой с незаконным оборотом оружия и боеприпасов. Так, в 1992 году под его руководством сотрудникам удалось перекрыть канал поставок гранатомётов «Муха» в зону армяно-азербайджанского конфликта в Нагорном Карабахе. В марте 1999 года сотрудники марийского Управления ФСБ совместно с сотрудниками ФСБ из Чувашии завершили разработку преступной группы, участники которой пытались наладить поставку в Поволжье пистолетов-пулеметов «Борз», производимых в Чечне. В результате было арестовано 17 наркокурьеров, изъято 132 килограмма конопли, перерезан крупнейший канал поставок наркотика из-за рубежа. Работа чекистов легла в основу телефильма «Рейс с Байконура» из серии «Документальный детектив». Также под его руководством в республике было реабилитировано около 9000 невинно осуждённых людей, среди которых ― известные марийские деятели культуры и литературы: С. Чавайн, Й. Кырла и другие. При нём был открыт историко-демонстрационный зал органов безопасности Республики Марий Эл: один из двух его главных разделов отслеживает историю создания и становления органов безопасности в марийском крае, а второй посвящён результатам работы по основным направлениям оперативно-служебной деятельности. Также в музее представлены документы, фотографии, ордена и медали сотрудников управления.
В 1985―1990 годах ― депутат Верховного Совета Марийской АССР 11-го созыва. 
В 1997―1999 годах ― официальный представитель ФСБ РФ в Армении, советник посольства в Ереване. По окончании службы работал в Монголии.  
Награждён орденами Красной Звезды, «Знак Почёта», «Звезда» III степени (Афганистан), нагрудными знаками, медалями, а также почётными грамотами Президиума Верховного Совета Марийской АССР и Республики Марий Эл. 
В настоящее время проживает в г. Йошкар-Оле.

## Звания и награды
- Почётный сотрудник контрразведки[2]
- Заслуженный сотрудник органов безопасности Российской Федерации[2]
- Орден Красной Звезды (1982)[1]
- Орден «Знак Почёта» (1971)[1]
- Орден «Звезда» 3-й степени (Афганистан, 1982)[1]
- Медаль «За воинскую доблесть. В ознаменование 100-летия со дня рождения Владимира Ильича Ленина» (1970)
- Почётная грамота Президиума Верховного Совета Марийской АССР (1989)[1]
- Почётная грамота Республики Марий Эл (1996)[1]